# Unione Sportiva Triestina 1965-1966
Questa voce raccoglie le informazioni riguardanti l'Unione Sportiva Triestina nelle competizioni ufficiali della stagione 1965-1966.

## Rosa
| N. |                   | Ruolo | Calciatore        |
| -- | ----------------- | ----- | ----------------- |
|    | Italia (bandiera) | C     | Dario Angileri    |
|    | Italia (bandiera) | C     | Sergio Beorchia   |
|    | Italia (bandiera) | C     | Renzo Canzian     |
|    | Italia (bandiera) | C     | Giorgio Capitanio |
|    | Italia (bandiera) | D     | Claudio Cattonar  |
|    | Italia (bandiera) | A     | Lamberto Ciroi    |
|    | Italia (bandiera) | P     | Romano Collovati  |
|    | Italia (bandiera) | C     | Pietro Dalio      |
|    | Italia (bandiera) | P     | Narciso Dambrosi  |
|    | Italia (bandiera) | C     | Guido De Piccolo  |
|    | Italia (bandiera) | D     | Giovanni D'Eri    |
|    | Italia (bandiera) | C     | Fermo Ferrara     |
|    | Italia (bandiera) | A     | Arturo Gentili    |

| N. |                   | Ruolo | Calciatore          |
| -- | ----------------- | ----- | ------------------- |
|    | Italia (bandiera) | A     | Gianpaolo Ispiro    |
|    | Italia (bandiera) | C     | Vittorino Mantovani |
|    | Italia (bandiera) | A     | Adolfo Mariani      |
|    | Italia (bandiera) | A     | Titi Mian           |
|    | Italia (bandiera) | A     | Carlo Milocco       |
|    | Italia (bandiera) | D     | Renato Palcini      |
|    | Italia (bandiera) | D     | Giuliano Pez        |
|    | Italia (bandiera) | A     | Renato Sadar        |
|    | Italia (bandiera) | C     | Mirto Scala         |
|    | Italia (bandiera) | D     | Adriano Varglien    |
|    | Italia (bandiera) | A     | Aldo Vidonis        |
|    | Italia (bandiera) | A     | Carlo Zerlin        |